# Afterraupe

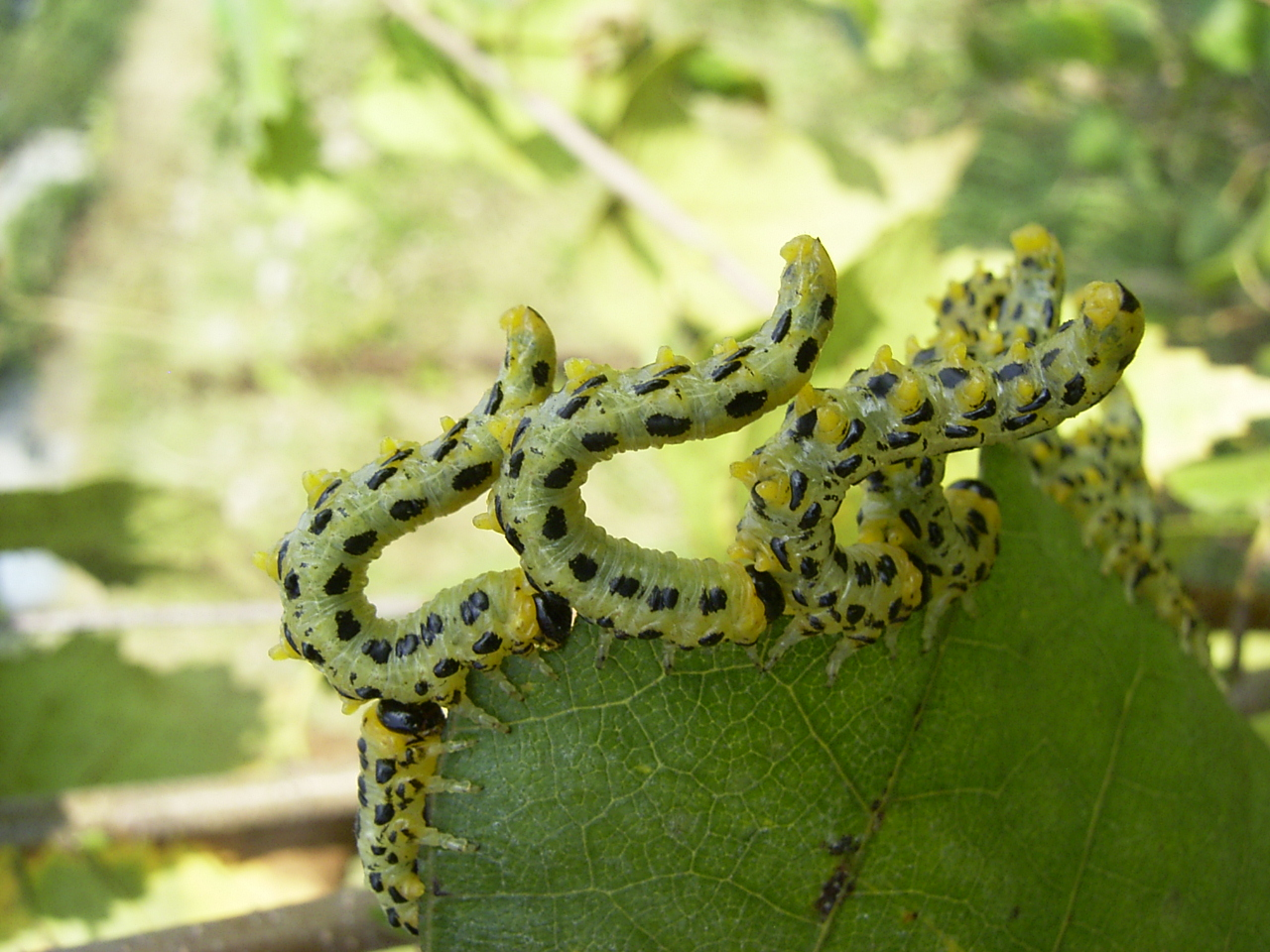
Afterraupen von Craesus septentrionalis in „Schreckstellung“

Afterraupe ist eine Bezeichnung für die Larven der Pflanzenwespen und der Schnabelfliegen, die den Raupen der Schmetterlinge ähneln. Zwischen Brustbeinen und Bauchfüßen haben sie nur ein einziges freies Segment, während die Raupen mindestens zwei freie Segmente besitzen. 
Die Lebensweise der Afterraupen ist artabhängig recht unterschiedlich. Mehrheitlich treten freifressende Tiere auf, daneben aber auch Minierer und Gallbildner. Nicht wenige davon schädigen das Blattwerk von Gehölzen und Sträuchern. 

## Besonderheiten
- An den Kopfseiten befindet sich nur jeweils ein Punktauge (Ocellus).
- Die Afterraupe besitzt drei Brustbeinpaare und immer mehr als fünf Hinterleibsfußpaare (Schmetterlinge nur selten).
- Eine Reihe von Blattwespenlarven richten sich bei der „Schreckstellung“ charakteristisch S-förmig gekrümmt auf.